# Estadio Martín Torres
Das Estadio Martín Torres (deutsch Martín-Torres-Stadion), auch La Bombonera (deutsch Die Pralinenschachtel) genannt, ist ein Fußballstadion im Barrio Santísima Trinidad der paraguayischen Hauptstadt Asunción. Es wurde 1957 eröffnet und 2002 renoviert. Es fasst 3000 Zuschauer und befindet sich unweit der Hauptstraße Avenída José Gervasio Artigas Arnal und gut einen halben Kilometer südlich des Botanischen und Zoologischen Gartens der Hauptstadt.

## Geschichte
Der 1906 gegründete Fußballverein Sportivo Trinidense trägt im Estadio Martín Torres seine Heimspiele aus; die Eintragung als Profiverein erfolgte am 11. August 1935. Der Club stieg 1994 zum ersten Mal in die Primera División, der ersten Liga des paraguayischen Fußballs, auf, konnte sich aber nicht durchgängig in dieser Liga halten. Mitte März 2016 wurde entschieden die Sportstätte für die erste Liga umzubauen, die Bauarbeiten dazu begannen am 1. November 2016. Der Umbau umfasste neben der Erneuerung des Flutlichtanlage auf vier Masten auch die Sanierung und Erweiterung der Umkleide- und Pressekabinen und kostete rund 800 Mio. Guaraní (gut 100.000 Euro). Der größte Anteil davon, etwa 600 Mio. Guaraní, entfiel auf die Flutlichtanlage. Außerdem wurde der Naturrasen des Spielfelds und der allgemeine Zustand überholt.